# 合肥托卡马克7号
合肥托卡马克7号（Hefei Tokamak-7，HT-7）是中国科学院等离子体物理研究所通过国际合作制造的超导托卡马克装置。该装置是既中国于20世纪80年代建成HT-6B、HT-6M、MPTX、磁镜等一批核聚变研究实验装置之后，于1994年与俄罗斯合作研发的一个可产生长脉冲高温等离子体的中型核聚变研究装置。HT-7超导托卡马克现在已经成为中国对国内外全面开放的、在国际上拥有稳态高参数等离子体物理实验能力的两大实验平台之一。
2013年5月7日HT-7已成功进行逾十轮实验，中国科学院等离子体物理研究所宣布HT-7退役，後續實驗將以HT-7U為主。

## 工程项目简介

### 内容
HT-7是一个庞大的实验系统，其包括HT-7超导托卡马克装置主体，大型超高真空系统，中国大陆规模最大的低温液态氦系统，大型计算机控制及数据采集处理系统，大型高功率脉冲电源及其回路系统，兆瓦级低杂波电流驱动及射频波加热系统，以及数十种复杂的诊断测量系统。

### 装置的物理及技术指标
| 指标名称             | 技术指标 | 指标说明                         |
| 等离子体大半径R（m） | 1.22     | 大环中心到等离子体中心长度（米） |
| 等离子体小半径a（m） | 0.27     | 等离子体半径（米）               |
| 等离子体电流Ip（MA） | 0.2      | 等离子体电流强度（兆安）         |
| 脉冲长度t（sec）     | 306      | 等离子体电流维持时间（秒）       |
| 低杂波LHCD（MW）     | 0.7      | 低杂波输入功率（兆瓦）           |
| 离子回旋波ICRF（MW） | 0.35     | 离子回旋波输入功率（兆瓦）       |
| 电子温度Te（万度）   | 5000     | 等离子体中心温度                 |
| 环向磁场强度Bt（T）  | 1~2      | 约束等离子体的磁场强度（特斯拉） |
| 电子密度Ne（m-3）    | 1~5×1019 | 等离子体平均电子密度(m-3)        |

## 开发与研究历史
- 20世纪90年代初期，中国等离子体所利用前苏联赠送的原价值约1500万美元的T-7装置进行大幅度改造，使其成为研究性能更加先进、完善的中国第一个超导托卡马克——HT-7。
- 1991年，等离子体物理研究所和俄罗斯库尔恰托夫科学中心核聚变研究所签订了合作协议。
- 1994年12月至次年3月，成功地进行了HT-7首次工程联调。其中，于1994年12月28日得到首次等离子体。[1]
- 1995年3月9日，HT-7等离子体电流峰值已达135kA，持续时间大于200ms。
- 1998年，国务院科教领导小组批准了国家“九五”重大科学工程HT-7U的立项，HT-7也部分承担其新一代的前期实验任务。
- 1999年，中国与俄罗斯的科学家合作研制了拥有国际领先水平的快速扫描电子回旋辐射测量系统及汤姆逊散射系统。同年，获得稳定可重复的准稳态等离子体，放电时间长达10.71s，标志着中国的磁约束核聚变研究进入国际水平。
- 2001年11月30日，HT-7实现了等离子体电流>100kA、电子密度超过1.0×1019m-3、持续5s的长脉冲放电；在离子伯恩斯波和低杂波协同作用下，实现放电脉冲长度大于100能量约束时间、电子温度20，000，000℃的高约束稳态运行。另外，为了实现装置的高功率、稳态运行，实验系统进行了数项重大改进。[2]
- 2002年1月5日，HT-7实现控制电子温度超过5，000，000℃，持续长达20s的可重复高温等离子体放电；并实现了电子温度超过10，000，000℃、中心密度大于每立方米1.2×1019m-3、超过10s的高参数等离子体放电。
- 2003年3月29日，中心电子温度接近5，000，000℃、获得最长放电时间达到63.95s、中心密度大于每立方米8×1018m-3的非感应全波驱动的高温等离子体。
- 2004年6月1日，长脉冲低杂波电流驱动实验中HT-7获得了电子温度超过10，000，000℃、长达240s的稳态等离子体放电。
- 2005年，长脉冲运行HT-7实验中，成功地实现了306s的稳态等离子体放电，等离子体电流达60kA。
- 2006年，首次在HT-7上实现了外部总注入功率大于1MW的等离子体加热，加热总功率超过1.3MW（包括欧姆功率），所达到的平均加热功率密度[3]（超过0.1MW/m2）已与国际上几个同时的大型装置（0.05~0.12MW/m2）持平。
- 2007年，HT-7低杂波和离子回旋总加热功率达到1.1MW。离子回旋高频发射机末级系统与HT-7装置成功连接，取得了输入功率为370kW的成绩。此外，实验团队在波加热、交流运行、壁处理等实验中取得了新的成果。
- 2008年3月21日凌晨，HT-7获得电子温度12，000，000℃，持续长达400s（其中全波等离子体驱动超过250s）重复稳定的高温等离子体，等离子体电流超过60kA，中心电子密度曾达到5×1018/m-3。外部总注入功率（包括欧姆功率）接近1.5MW。此外，HT-7还获得了在切断欧姆加热场的条件下，完全由低杂波驱动等离子体电流，持续达200s的杰出成绩。
- 2013年5月7日HT-7已成功进行逾十轮实验，中国科学院等离子体物理研究所宣布HT-7退役，後續實驗將以HT-7U為主。

## 注示
1. ↑  自1995年投入运行起，HT-7每年启动两次，总共运行约140天（每天均全天运行）。
2. ↑  于2001年的改进消耗了较多研究经费，使得当年HT-7的实验运行缩减至100天，总共约2400小时。其中，调试时间约为1320小时。
3. ↑  平均加热功率=总加热功率/等离子体表面积

## 参看
- 先进超导托卡马克实验装置